# Dicelosternus corallinus
Dicelosternus corallinus är en skalbaggsart som beskrevs av Charles Joseph Gahan 1900. Dicelosternus corallinus ingår i släktet Dicelosternus och familjen långhorningar.
Artens utbredningsområde är Taiwan. Inga underarter finns listade i Catalogue of Life.